# 토럭터니

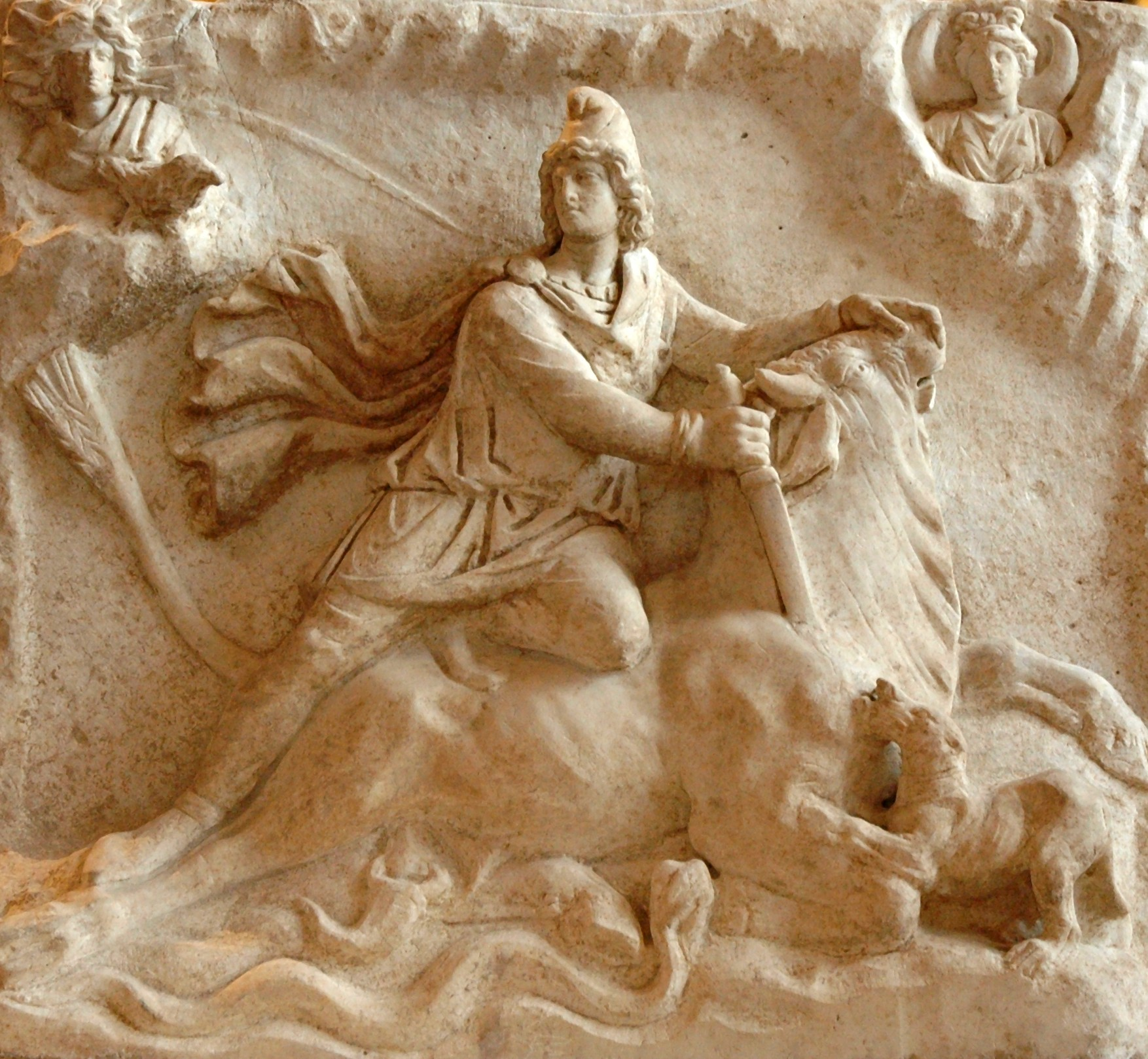
토럭터니 장면이 새겨진 기원후 2~3세기 로마의 부조로 현재 루브르 박물관에 소장되어 있다. 왼쪽 위 모서리에는 태양신 헬리오스가 까마귀와 함께 나타나 있고 오른쪽 위 모서리에서는 달의 여신 루나가 나타나 있다.

토럭터니(Tauroctony) 장면은 미트라 밀교의 컬트 릴리프(cult relief), 즉 종교적 중심 아이콘이다. 토럭터니 장면에는 미트라가 황소를 죽이는 장면이 묘사되어 있다. 이 때문에 이 장면에 대해 "토럭터니(tauroctony)"라는 명칭이 현대에 들어서 부여되었다.
토럭터니라는 명칭은 아마도 "황소를 죽임"이라는 뜻의 그리스어 ταυροκτόνος(타우록토노스, tauroktonos)에서 유래한 것으로 보인다. 타우록토노스는
황소를 뜻하는 ταῦρος(타우로스, tauros)와 죽임 또는 살해를 뜻하는 κτόνος(크토노스, ktonos) 가 합쳐진 말이다. 크토노스는 다시 "나는 죽인다, 살해한다"라는 뜻의 동사 κτείνω(크테이노, kteinō)에서 파생된 명사이다.

## 참고 문헌
- Beck, Roger (2006). 《The Religion of the Mithras Cult in the Roman Empire: Mysteries of the Unconquered Sun》. Oxford University Press..